# Ikarus 436
Az Ikarus 436 az Ikarus Karosszéria- és Járműgyár Amerikai Egyesült Államok részére gyártott városi csuklós busza. Az alapját az Ikarus 435 adta, annyi különbséggel, hogy az amerikai kivitel 10 centivel szélesebb. Szóló változata az Ikarus 415 alapon nyugvó Ikarus 416.

## Története
Az Ikarus Karosszéria- és Járműgyár 1980 és 1988 között 505 darab Ikarus 286-ot szállított le az Egyesült Államokba és Kanadába. A tengerentúli piac megtartása érdekében 1986-ra párhuzamosan kifejlesztették a szélesebb Ikarus 416-ot és 436-ot (előbbi az Ikarus 415, utóbbi az Ikarus 435 adaptációja). 1989-ben megalapították az Ikarus USA Incorporated céget, mivel a Buy American Law törvény szerint állami és önkormányzati beszerzésű buszoknak legalább 60%-ban amerikai alkatrészt kell tartalmazniuk, így a buszok kocsiteste Budapesten épült, a főegységek beépítése és a végszerelés pedig Annistonban történt. A busz amerikai gyártója 1992-re csőd szélén járt, mikor felvásárolta az Első Magyar Alap kockázati tőketársaság létrehozva a American Ikarus Inc.-et, majd 1993-ban teljesen új cégként a North American Bus Industriest (NABI), ami 2008-ig gyártotta tovább az Ikarus 436-ot NABI 436 néven.
Magyarországon 1 darab Ikarus 436 állt forgalomba, amit 1989-ben vásárolt meg a Nógrád Volán, és Salgótarján helyi járatán közlekedett 2004-ig.